# Skolwinka
Skolwinka (Żółwinka) – struga w Szczecinie, lewy dopływ Kanału Skolwińskiego o długości ok. 5,1 km. 
Skolwinka jest niewielkim strumieniem powstającym z połączenia dwóch cieków: Połańca i Stołczynki w części Szczecina – Stołczynie. Płynie w kierunku północno-wschodnim, na znacznym odcinku równolegle do ulicy Ornej. Dopływa do ulicy Stołczyńskiej i od tego miejsca jej wody wpływają do krytego kanału, który biegnie pod terenem zakładów papierniczych. Jej przebieg jest sztucznie skierowany na południe, a następnie na wschód. Uchodzi do Kanału Skolwińskiego poprzez sztucznie wykopany kanał, równoległy do Basenu Papierni.
Dolina strumienia tworzy użytek ekologiczny „Dolina strumieni Skolwinki, Stołczynki i Żółwinki” o powierzchni 57,60 ha. 
Do 1945 r. stosowano niemiecką nazwę Scholwiner Bach. W 1949 r. ustalono urzędowo polską nazwę Skolwinka.